# Pop.Up Next
Pop.Up Nextは、地上と空の両方を移動できるというコンセプトの空飛ぶクルマである。
開発はドイツの自動車メーカーであるアウディと航空機メーカーのエアバス、デザイン会社イタルデザイン・ジウジアーロが共同で行う。2018年のジュネーヴ・モーターショーで初公開された。
乗客は2人乗り用の｢乗客用カプセル｣に乗車する。地面を走行する際はこのカプセルをタイヤが付いている｢地上走行モジュール｣に連結させる。逆にドローン状の｢飛行モジュール｣にカプセルを連結させることで飛行することが可能。モジュールの変更は専用の駐車場様の発着場で行う。
このように、斬新なモビリティではあるが、それぞれの接合部の強度が実用化に対する課題である。
このサービスのターゲット層は交通インフラが不十分で渋滞が問題になっている新興国の都市に住む人であり、富裕層が交通渋滞を避けて通勤するためのモビリティとしての使用が想定される。
かつてはサービスの開始時期を2020年代に設定していたが、2019年10月にアウディが計画の練り直しを発表した。

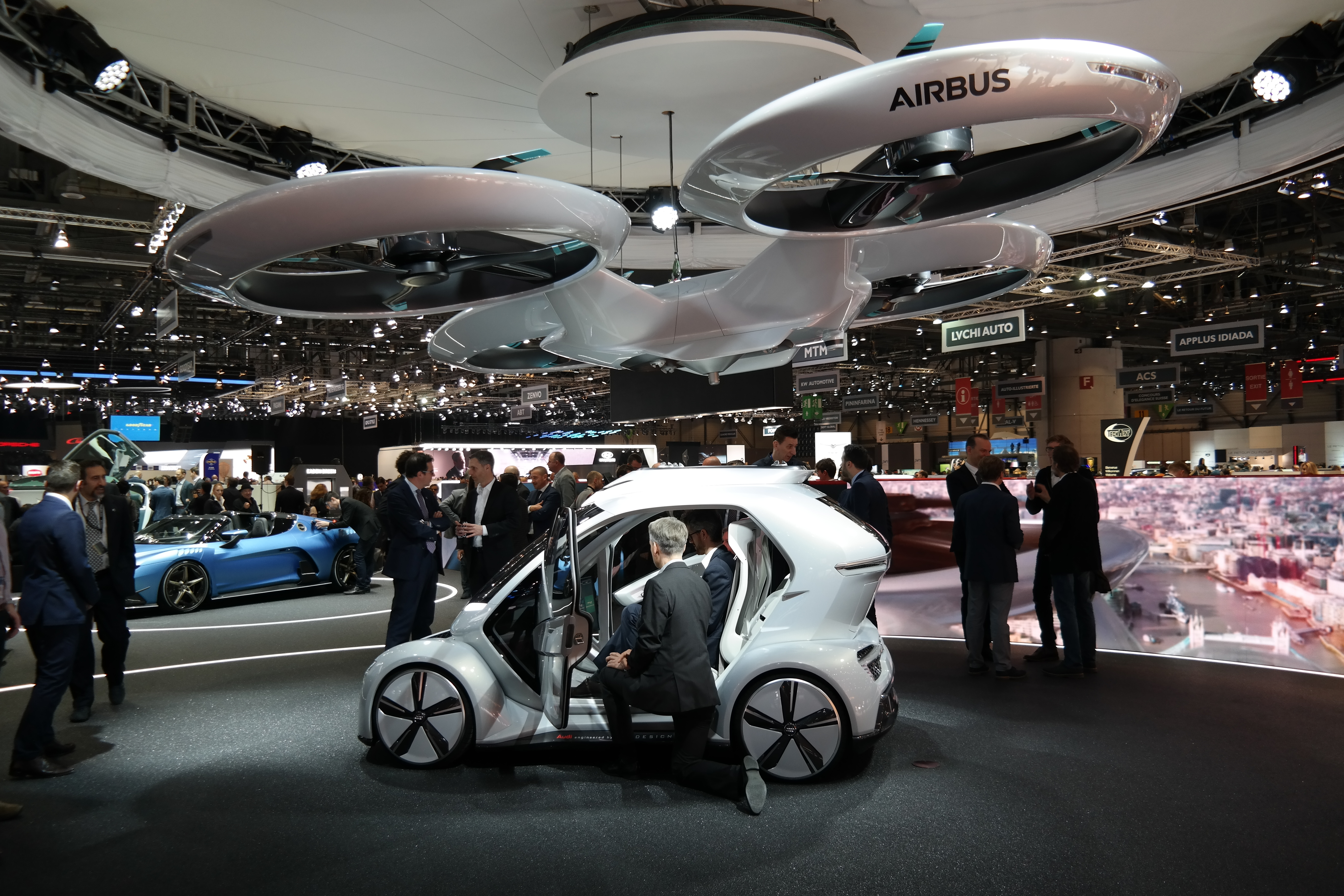
2018年のジュネーヴ・モーターショーで展示されたPop.Up Next